# Luciano Fadiga
Luciano Fadiga (Bologna, 8 agosto 1961) è un neuroscienziato italiano.

## Biografia
Neurofisiologo, Fadiga è stato ricercatore presso l'Università di Parma all'inizio degli anni novanta, e nel corso di questa esperienza ha fatto parte del team di scienziati che condusse uno dei primi studi che avrebbero poi portato alla scoperta dei neuroni specchio con il team di Giacomo Rizzolatti che individuò poi le specifiche cellule. È professore ordinario di fisiologia umana presso l'Università di Ferrara e Senior Researcher presso l'Istituto Italiano di Tecnologia (IIT) di Genova. È direttore del Centro di Neurofisiologia traslazionale dell'IIT a Ferrara.
I suoi principali interessi di ricerca spaziano dalla neurofisiologia ed elettrofisiologia della comunicazione e dell'interazione alla riabilitazione dei pazienti colpiti da ictus, fino alla robotica e al campo emergente della neurorobotica.
Ha pubblicato più di 200 articoli peer-reviewed su riviste internazionali. I suoi lavori hanno ricevuto più di 60 000 citazioni con un H-index di 80. È anche revisore di numerose riviste internazionali di neuroscienze.